# Абдиш-Ата

Старий логотип клубу

«Абдиш-Ата» (кирг. Абдиш-Ата) — киргизський футбольний клуб, який представляє місто Кант.

## Історія
Клуб був заснований в 2001 році при заводі практично одночасно із запуском пивоварного виробництва. Свій шлях команда почала в північній зоні 1 ліги. У дебютному матчі Абдиш-Ата обіграла Таласський «Боо-Терек» з рахунком 3:1. За підсумками першого сезону, «Абдиш-Ата» зайняла 2-ге місце, програвши РУОР-Гвардія у вирішальному матчі за вихід до прем'єр-ліги. У 2002 році ФК «Абдиш-Ата» виграв турнір серед команд Першої ліги і домігся права вийти у вищу лігу. У вирішальному матчі ФК «Абдиш-Ата» здолав «Луч Алтин-Дала».
Свій перший матч у вищій лізі команда програла Жаїл-Баатиру з Кара-Балти. 2 серпня був обіграний найсильніший на той час киргизький клуб СКА-ППО з рахунком 2:1. За підсумками сезону, Абдиш-Ата посіла 7-ме місце в турнірній таблиці.
Перед початком сезону 2006 року головним тренером був призначений Олександр Калашников, колишній гравець московських «Спартака» та «Локомотива». Спеціаліст, раніше приводив до чемпіонства кара-суйський Жаштик-Ак-Алтин, привіз з півдня двох перспективних гравців: Хуршида Лутфуллаєва та Бакіта Маматова. Велику роль в атаці Абдиш-Ати грав володар гарматного удару В'ячеслав Прянишников. У 2006 році «Абдиш-Ата» вперше серйозно втрутився в боротьбу за золоті медалі чемпіонату Киргизстану і завершила сезон на рекордній для себе на той момент висоті - на другій сходинці. Рік по тому був виграний Кубок Киргизстану, а в 2009 та 2011 роках цей успіх був повторений. У 2006—2009 роках команда чотири рази завойовувала срібні медалі національної першості, причому, тричі доля чемпіонського титулу вирішувалася в додаткових «золотих» матчах. Проте, факт планомірного розвитку клубу очевидний - з початку 2009 року по 2010 рік з командою працював голландський тренер Жейлан Арікан, який привніс багато змін в тактику, стратегію і тренувальний процес. На даний момент команду очолює перспективний молодий тренер Мірлан Ешенов.

## Досягнення
- Топ-Ліга
  -  Чемпіон (3): 2022, 2023, 2024
  -  Віце-чемпіон (4): 2007, 2008, 2009, 2014
  -  Третє місце (4): 2010, 2011, 2013, 2015

- Перша ліга чемпіонату Киргизстану з футболу (зона «Північ»)
  -  Чемпіон (1): 2002
  -  Віце-чемпіон (1): 2001

- Кубок Киргизстану
  -  Переможець (5): 2007, 2009, 2011, 2015, 2022
  -  Фіналіст (3): 2014, 2020, 2023

- Кубок Ала-Тоо
  -  Переможець (1): 2010

- Суперкубок Киргизстану
  -  Переможець (3): 2016, 2024, 2025

## Статистика виступів у національних турнірах
| Сезон | Ліга | Ліга | Ліга | Ліга | Ліга | Ліга | Ліга | Ліга | Ліга | Кубок Киргизстану | Бомбардир                           | Бомбардир |
| Сезон | Див. | Міс. | Іг.  | В    | Н    | П    | ЗМ   | ПМ   | О    | Кубок Киргизстану | Ім'я                                | В лізі    |
| ----- | ---- | ---- | ---- | ---- | ---- | ---- | ---- | ---- | ---- | ----------------- | ----------------------------------- | --------- |
| 2004  | 1-ий | 5    | 36   | 14   | 4    | 18   | 63   | 75   | 46   |                   |                                     |           |
| 2005  | 1-ий | 4    | 24   | 9    | 4    | 11   | 40   | 49   | 31   |                   |                                     |           |
| 2006  | 1-ий | 2    | 10   | 7    | 3    | 0    | 16   | 2    | 24   |                   |                                     |           |
| 2007  | 1-ий | 2    | 32   | 20   | 7    | 5    | 65   | 23   | 67   | Переможець        |                                     |           |
| 2008  | 1-ий | 2    | 16   | 12   | 3    | 1    | 48   | 5    | 39   |                   |                                     |           |
| 2009  | 1-ий | 2    | 22   | 13   | 6    | 3    | 52   | 11   | 45   | Переможець        |                                     |           |
| 2010  | 1-ий | 3    | 20   | 11   | 6    | 3    | 63   | 21   | 39   |                   |                                     |           |
| 2011  | 1-ий | 3    | 20   | 10   | 4    | 6    | 37   | 24   | 34   | Прапорець         | Антон Землянухін Алмазбек Мірзалієв | 7         |
| 2012  | 1-ий | 5    | 28   | 13   | 8    | 7    | 51   | 21   | 47   |                   | Сергій Калеутін                     | 12        |
| 2013  | 1-ий | 3    | 20   | 9    | 6    | 5    | 50   | 20   | 33   | 1/2 фіналу        | Алмазбек Мірзалієв                  | 20        |
| 2014  | 1-ий | 2    | 20   | 13   | 4    | 3    | 49   | 17   | 43   | Фіналіст          | Чолпонбек Єзенкул Уулу              | 9         |
| 2015  | 1-ий | 3    | 20   | 9    | 5    | 6    | 24   | 14   | 32   | Переможець        | Фархат Мусабеков / Євгеній Малинін  | 5         |

## Молодіжна академія
У 2006 році було створено Футбольну Школу Майстерності. І вже через два роки її робота принесла свої плоди - двоє юнаків, вихованих в ФШМ, зарахували в Футбольну Академію київського «Динамо».
Сьогодні футбольний клуб Абдиш-Ата має 12 філій - не тільки в Чуйській області, але також в Кара-Суу і Кизил-Кия.

## Відомі гравці
Варто відзначити, що в різні роки, кольору «Абдиш-Ати» захищали такі відомі футболісти як В'ячеслав Прянишников, Закір Джалілов, Володимир Сало та інші. Серед вихованців клубу можна особливо відзначити Еміля Кенжісарієва, який в 2004 році був названий найкращим футболістом Киргизстану, поїхав виступати в Казахстан і на сьогоднішній момент став триразовим чемпіоном сусідньої республіки, а також Антона Землянухіна, який провів два з половиною сезони в турецькому «Гіресунспорі», ставши першим киргизьким футболістом у професійному футболі Туреччини. Виступав гравець і за сербський клуб "Раднички".
- Владислав Волков
- Еміль Кенжісарієв
- Валерій Кічин
- Антон Землянухін
- Кирило Сигитов
- Павло Матяш
- Мірлан Ешенов
- Ахлідін Ісраїлов